# Luiz de Paula Castro
Luiz de Paula Castro (Caeté, 26 de maio de 1932 – 12 de julho de 2011) foi um médico brasileiro.
Recebeu o título de doutor em medicina pela Universidade Federal de Minas Gerais em 1958, apresentando a tese  “Venografia Costal Intraóssea: Técnica e Aplicação na Hipertensão Portal”. Foi eleito membro da Academia Nacional de Medicina em 2002, sucedendo Aloysio de Salles Fonseca na Cadeira 20, que tem Francisco de Paula Cândido como patrono.